# Arrival (band)
Arrival was een Britse close harmony poprockband uit Liverpool.

## Bezetting
- Dyan Birch (zang)
- Carroll Carter (zang)
- Frank Collins (zang)
- Lloyd Courtenay (drums)
- Donald 'Don' Hume (basgitaar)

- Patrick 'Paddy' McHugh (zang)
- Anthony 'Tony' O'Malley (zang, keyboards)
- Glen LeFleur (drums, percussie)
- Raphael Pereira (gitaar)
- Lee Sutherland (basgitaar)

## Geschiedenis
Volgend op hun optreden in Maynard Fergusons tv-special in 1970 en de twee hits Friends en I Will Survive, werd de band geboekt voor een optreden bij het Isle of Wight Festival in 1970. Nadat Arrival was ontbonden, concentreerden de leden zich op andere projecten als Kokomo, Olympic Runners en Gonzalez of werden sessiemuzikant of –zanger.

## Discografie

### Singles
- 1970: Friends
- 1970: I Will Survive
- 1970: Jun (so in love) - alleen in Japan uitgebracht (King Records)
- 1971: (Let My Life Be Your) Love Song
- 1973: He's Misstra Know It All

### Albums
- 1970: Arrival (Decca Records)
- 1972: Arrival (CBS Records)

### Compilaties
- 2012: The Complete Recordings of Arrival (RPM Records), dubbel-cd